# Utrikes förbindelser
Utrikes förbindelser (originaltitel: Foreign Affairs) är en roman från 1984 av Alison Lurie, som handlar om amerikanska akademiker i England. Romanen har vunnit flera pris, bland annat Pulitzerpriset för skönlitteratur 1985. Den nominerades till National Book Award 1984. Boken blev en tv-film 1993.

## Karaktärer i romanen
- Virginia Miner (Vinnie) – professor på Corinth
- Fred Turner – Miners unga kollega
- Chuck Mumpson – amerikan som Vinnie har en kärleksaffär med

## Priser och nomineringar
Romanen vann Pulitzerpriset för skönlitteratur 1985, och gjordes till en TV-anpassad film. Utrikes förbindelser nominerades också till en National Book Award för fiktion 1984 och 1984 års National Book Critics Circle Award för fiktion.

## Filmatiseringar
1993 gjordes Foreign Affairs till en TV-film som skrevs av Chris Bryant.